# Plouguernével
Plouguernével is een gemeente in het Franse departement Côtes-d'Armor (regio Bretagne). De plaats maakt deel uit van het arrondissement Guingamp. Plouguernével telde op 1 januari 2022 1.602 inwoners.

## Geografie
De oppervlakte van Plouguernével bedroeg op 1 januari 2022 41,6 vierkante kilometer; de bevolkingsdichtheid was toen 38,5 inwoners per km².
De onderstaande kaart toont de ligging van Plouguernével met de belangrijkste infrastructuur en aangrenzende gemeenten.

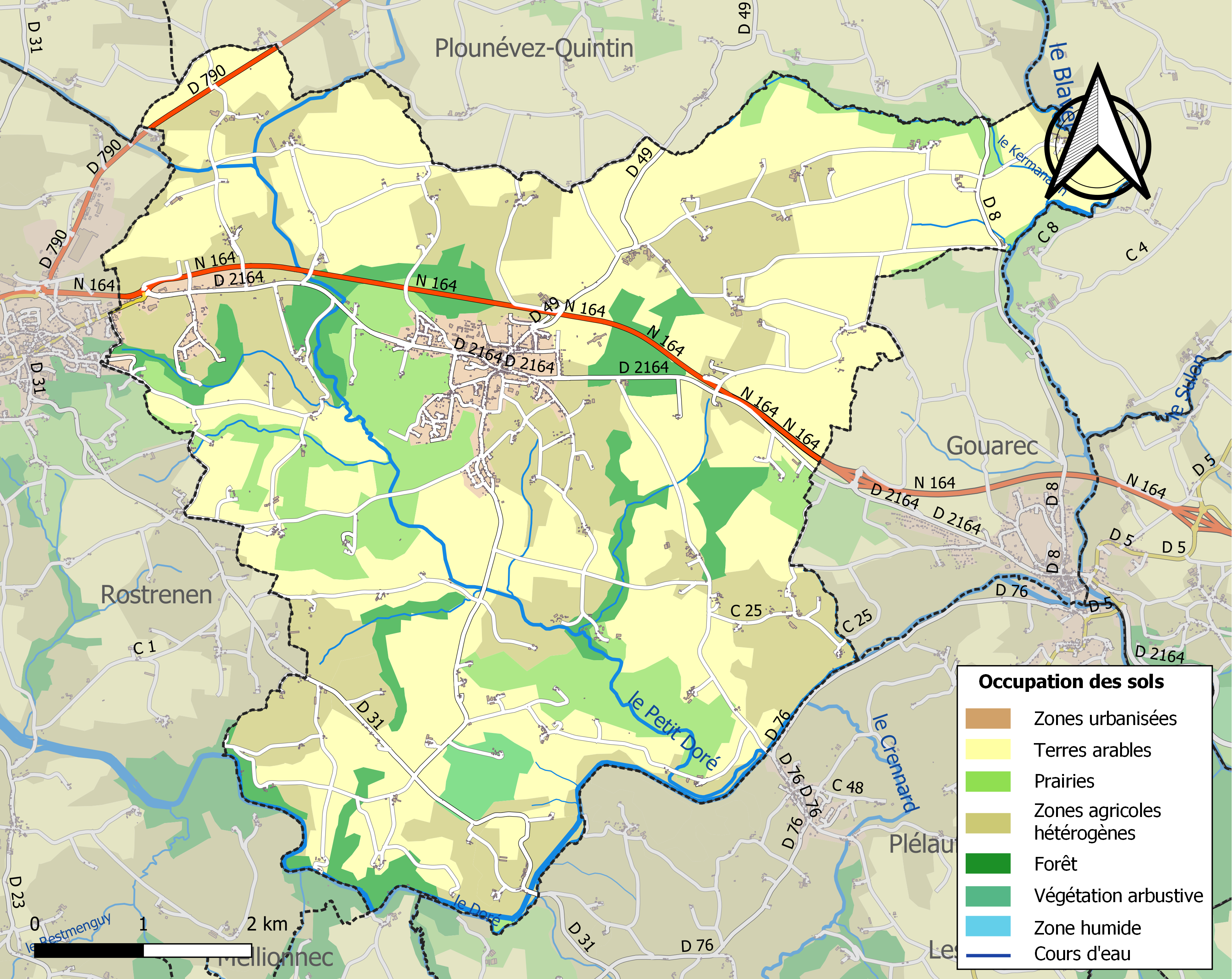

## Demografie
Onderstaande figuur toont het verloop van het inwonertal (bron: INSEE-tellingen).